# Johann Ernst Gotzkowsky

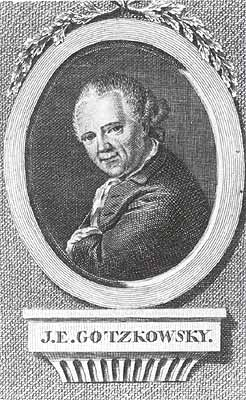
Johann Ernst Gotzkowsky

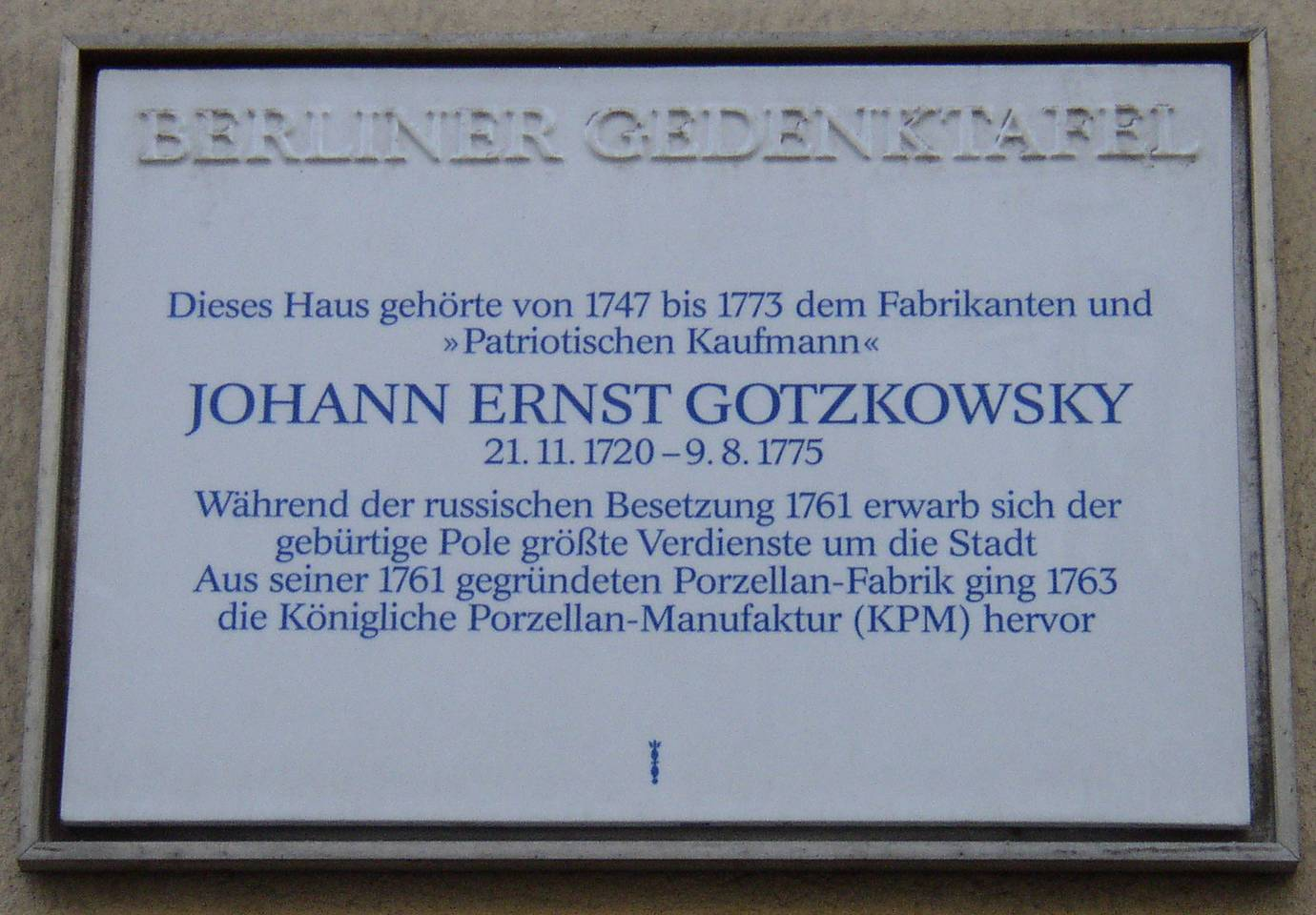
Berliner Gedenktafel in Berlin-Mitte, Brüderstraße 13, mit falschem Geburtsjahr und falschem Jahr der Besetzung Berlins.

Johann Ernst Gotzkowsky (auch Gotzkowski oder Gotskowski; * 21. November 1710 in Konitz; † 9. August 1775 in Berlin) war ein Berliner Unternehmer. Gotzkowsky handelte mit Galanteriewaren, begründete die spätere Königliche Porzellan-Manufaktur Berlin und war ein bedeutender Kunsthändler und -sammler.

## Leben
Johann Ernst Gotzkowsky stammte aus einer zu Beginn des Nordischen Krieges verarmten evangelischen Familie des polnischen Kleinadels in Polnisch-Preußen. Sein Vater Adam starb 1711, seine Mutter Anna Magdalena, geborene Abelin, 1717. Nach dem Tod der Mutter nahmen Verwandte in Dresden die Vollwaise zu sich. Als Vierzehnjähriger kam Gotzkowsky zu seinem in Berlin lebenden Bruder Ludwig (1697–1761), der ihn 1724–1730 in eine Kaufmannslehre in der „Sprögelschen Materialhandlung“ schickte. Durch Lieferaufträge kam Gotzkowsky mit dem preußischen Hof in Verbindung und begegnete Friedrich dem Großen noch vor dessen Thronbesteigung.

### Kunsthändler und Hoflieferant
Als dieser die Regierung übernahm, erteilte er Gotzkowsky den Auftrag, geschickte Künstler und Handwerker ins Land zu ziehen, um die heimatliche Industrie zu verbessern. Dazu sollte er auch Manufakturen gründen. Zunächst fungierte Gotzkowsky mit seinem Juwelen- und Galanteriewarenhandel als Hoflieferant für Schmuckdosen, Uhren, Stockgriffe, Ringe etc.
Im Jahr 1744 übernahm Gotzkowsky eine Samt- und 1753 auch eine Seidenfabrik, die beide bald über 1.500 Personen beschäftigten. 1747 erwarb er das später Nicolaihaus genannte Gebäude in der Brüderstraße.
Ab 1750 beschäftigte sich Gotzkowsky auch mit Kunsthandel: Friedrich beauftragte ihn, Gemälde für die 1755 im Park Sanssouci fertiggestellte Bildergalerie einzukaufen. Von entscheidender Bedeutung für Gotzkowskys Sammler- und Vermittlertätigkeit war seine Verbindung zum Intendanten der Dresdner Kunstsammlungen, Karl Heinrich von Heineken. Der Siebenjährige Krieg zwang den König jedoch seine Finanzmittel anderweitig zu verwenden, so dass Gotzkowsky die eingekauften 108 Bilder anbieten musste. Allerdings finden sich in einem späteren Katalog immer noch 92 der 108 Bilder im Besitz von Gotzkowsky. Darunter befanden sich u. a. Stücke von Rubens, van Dyck, Rembrandt und zahlreiche zeitgenössische Deutsche: Christian Wilhelm Ernst Dietrich, Roos, Balthasar Denner, Christian Seybold.
Nach der Schlacht bei Kunersdorf 1759 reiste Gotzkowsky im Auftrag des Berliner Magistrats ins Quartier des Königs, um dessen Verhaltensbefehle nach Berlin zu holen. Bei der Belagerung von Berlin im Oktober 1760 durch ein russisches Korps unter General Gottlob Heinrich von Tottleben sorgte Gotzkowsky für die Verpflegung der preußischen Besatzung und das vom Prinzen von Württemberg in Eilmärschen herangeführte Hilfskorps. Er bewirkte dann, als die Kapitulation der Stadt und die russisch-österreichische Besetzung nicht mehr zu vermeiden war, dass die auferlegte Kontribution von den zunächst angegebenen 4 Mio. Talern auf 1,5 Mio. herabgesetzt wurde, von denen wiederum nur 500.000 Taler bezahlt wurden. Davon bezahlte er allein 50.000 Taler aus seinem eigenen Vermögen. Zu dieser Zeit war er auf dem Höhepunkt seines wirtschaftlichen und gesellschaftlichen Einflusses und Ansehens.

### Kriegsgewinnler und Spekulant
Trotz seiner späteren Verklärung als "patriotischer Kaufmann" handelte Gotzkowsky weder ausschließlich patriotisch noch uneigennützig. Als Kaufmann trachtete er vor allem danach, aus dem Siebenjährigen Krieg Gewinne zu ziehen, sowohl durch Geschäfte mit Preußen als auch mit dessen Kriegsgegnern, vor allem aber auf Kosten des besetzten Sachsen. Als Friedrich II. im November 1760 erneut Leipzig besetzte und von der Stadt 1,1 Millionen Taler Kontribution forderte, mischte sich Gotzkowsky ein und erreichte eine Herabsetzung der Kontribution auf 800.000 Taler, die er dem eingeschüchterten Rat der Stadt Leipzig vorschoss. Die Summe zahlte er in umgeschmolzenen Münzen mit verschlechtertem Edelmetallgehalt (die schon im Winter 1756/57 eine Inflation in Preußen und Sachsen ausgelöst hatten), ließ sich die Schuldverschreibung jedoch in alter, hochwertiger Münze geben und erzielte auf diese Weise bis zu 40 % Gewinn.
Zu Beginn des Jahres 1761 erwarb und erweiterte Gotzkowsky auf Wunsch des Königs eine Porzellanmanufaktur, die ein kleiner Nachfolgebetrieb der ersten von Wilhelm Kaspar Wegely gegründeten Berliner Porzellanmanufaktur war. Allerdings war dies ein kostspieliges Unternehmen, das seine Finanzen stark beanspruchte.
Schon seit Beginn des Krieges hatte er zudem in spekulative Konjunkturgeschäfte investiert, was seine finanzielle Lage ebenfalls angriff. Ein solches Geschäft war der Kauf russischer Getreidemagazine im Oktober 1760, im Monat der Besetzung Berlins durch russische Truppen. Zunächst wollte Gotzkowsky ein Konsortium gründen, von dem er nur ein Fünftel halten würde. Allerdings verpflichtete er sich, dem russischen Vertreter – Fürst Dolgoruki (ein Neffe Dolgorukis hatte an der Besetzung Berlins teilgenommen) – eine Prämie von 100.000 Talern auszuzahlen. Nach Abschluss des Vertrages stellte sich heraus, dass die Getreideknappheit, auf die man spekulierte, nicht so gravierend ausfiel und dass das Getreide von schlechter Qualität und schwer abzusetzen war. Das Bankhaus „Gebroeders de Neufville“ in Amsterdam war zahlungsunfähig geworden und die anderen Teilhaber an dem russischen Geschäft hatten sich rechtzeitig zurückgezogen oder waren selbst insolvent. Fürst Dolgoruki beharrte auf der Zahlung und beschwerte sich bei den preußischen Ministern für Auswärtige Angelegenheiten. Somit lag die ganze Schuldenlast gegenüber den Russen von insgesamt 221.000 Talern auf Gotzkowskys Schultern, dazu weitere Forderungen aus anderen Geschäften, weil mit dem Hubertusburger Frieden im Februar 1763 der spekulative Markt zusammenbrach und eine Wirtschaftskrise einsetzte. Ein Vergleich bezifferte im April 1763 die Forderungen an Gotzkowsky mit 2.400.000 Talern. Am 4. August ging Gotzkowsky zum ersten Mal bankrott. Am 24. August beschloss der König, die Porzellanmanufaktur für 225.000 Thaler zu erwerben. Sie erhielt im September den Namenszusatz Königlich-Preußische.
Friedrich der Große erklärte sich bereit, einige Gemälde zu kaufen, die er vor dem Krieg bei Gotzkowsky bestellt hatte. Die Schuld gegenüber der russischen Regierung beglich Gotzkowsky mit dem Verkauf von 317 Gemälden aus seiner eigenen Sammlung, die den Grundstock der Sammlung Katharina der Großen darstellten und (zumindest teilweise) bis heute in der Eremitage in St. Petersburg aufbewahrt werden. Nach damaligen Zuschreibungen befanden sich darunter 13 Werke von Rembrandt, 11 von Rubens, zwei von Raffael und eines von Tizian. Nina Simone Schepkowski behauptet anhand bislang unbeachteter Quellen, dass Gotzkowskys erfolglose Getreidegeschäfte mit Russland in einem diplomatischen Disput zu eskalieren drohten. Friedrich II. drängte Gotzkowsky daraufhin zum Bilderverkauf an die russische Zarin, um die eigenen Bündnispläne mit Russland nicht zu gefährden.
Die Opfer, die Gotzkowsky bei der Tilgung seiner Schulden auf sich genommen hatte, der nun stark beschädigte Ruf als Unternehmer und etliche weitere Bürgschaften führten 1766 schließlich zu seinem zweiten Bankrott.
Johann Ernst Gotzkowsky starb am 9. August 1775 in Berlin. Nach ihm wurden in Berlin-Moabit die Gotzkowsky-Grundschule (im Jahr 2011 in der Miriam-Makeba-Grundschule aufgegangen), die Gotzkowskystraße und die Gotzkowskybrücke benannt.

## Familie
Gotzkowsky heiratete 1745 in Berlin Anna Luise Blume (1725–1755), eine Tochter des Kaufmanns und  Hoflieferanten Christian Friedrich Blume (1693–1746) und Anna Margarethe Oeser. Das Paar hatte drei Söhne und eine Tochter, darunter:
- Christiane Luise ⚭ 1762 Carl Friedrich Müller († 1763), Bankier

Nach dem Tod seiner ersten Frau heiratete er 1763 in Berlin die Tänzerin Sophie Friederike Eichmann (1738–1821), eine Tochter des Kaufmanns Adolph Friedrich Eichmann. Aus dieser Ehe stammen ein weiterer Sohn und eine weitere Tochter.

## Schriften
- Mémoires d'un négociant patriote. Berlin (1768)
- Geschichte eines patriotischen Kaufmanns. Berlin (1768)